# Sphaerocardamum nesliiforme
Sphaerocardamum nesliiforme är en korsblommig växtart som beskrevs av Sebastian Schauer. Sphaerocardamum nesliiforme ingår i släktet Sphaerocardamum och familjen korsblommiga växter. Inga underarter finns listade i Catalogue of Life.